# 小野沢豊
小野沢 豊（小野澤 豊、おのざわ ゆたか、1953年3月17日 - ）は、日本の政治家。神奈川県愛甲郡愛川町長（3期目）。

## 人物
神奈川県愛甲郡愛川町生まれ。
神奈川県立相模原高等学校卒業後、1977年関東学院大学工学部卒。1977年より愛川町役場勤務。2010年総務部長、2011年副町長に就任した。

### 2014年愛川町長選挙
当時の町長であった森川絹枝の辞職に伴い実施された。新人2人を破って、初当選を果たした。
※当日有権者数：32,435人 最終投票率：47.39%（前回比：+13.85pts）
| 候補者名 | 年齢 | 所属党派 | 新旧別 | 得票数  | 得票率 | 推薦・支持 |
| -------- | ---- | -------- | ------ | ------- | ------ | ---------- |
| 小野沢豊 | 61   | 無所属   | 新     | 6,682票 | 43.9%  | -          |
| 斎藤誠   | 60   | 無所属   | 新     | 5,565票 | 36.6%  | -          |
| 山中正樹 | 51   | 無所属   | 新     | 2,963票 | 19.5%  | -          |

### 2018年愛川町長選挙
新人との争いになったが、再選を果たした。
※当日有権者数：-人 最終投票率：35.23%（前回比：-12.16pts）
| 候補者名 | 年齢 | 所属党派 | 新旧別 | 得票数  | 得票率 | 推薦・支持 |
| -------- | ---- | -------- | ------ | ------- | ------ | ---------- |
| 小野沢豊 | 65   | 無所属   | 現     | 7,873票 | 69.8%  | -          |
| 小島淳   | 37   | 無所属   | 新     | 3,399票 | 30.2%  | -          |

### 2022年愛川町長選挙
前回破った新人を含め、3人での争いになったが、3選を果たした。
※当日有権者数：12,388人 最終投票率：39.11%（前回比：+3.88pts）
| 候補者名 | 年齢 | 所属党派 | 新旧別 | 得票数  | 得票率 | 推薦・支持 |
| -------- | ---- | -------- | ------ | ------- | ------ | ---------- |
| 小野沢豊 | 69   | 無所属   | 現     | 8,325票 | 68.2%  | -          |
| 小島淳   | 41   | 無所属   | 新     | 3,078票 | 25.2%  | -          |
| 今鉾君雄 | 62   | 無所属   | 新     | 812票   | 6.6%   | -          |